# Gaudeamus
Gaudeamus – wymarły rodzaj małych afrykańskich gryzoni (infrarząd: jeżozwierzokształtne), występujący w późnym eocenie i we wczesnym oligocenie na terenie obecnego Egiptu oraz we wczesnym oligocenie na obszarze Libii i Omanu.

## Systematyka
Gaudeamus jest zaliczany do gryzoni jeżozwierzokształtnych. Zachowane zęby trzonowe zwierzęcia wykazują bardzo duże podobieństwo do trzonowców gryzoni z rodzaju szczecińców. Przeprowadzone badania filogenetyczne wykazały powiązania rodzaju z jeżozwierzami Starego Świata (Hystricidae), ale także z południowoamerykańskimi Caviomorpha. Gaudeamus został po raz pierwszy naukowo opisany przez Alberta Wooda w 1968. Wood korzystał z okazów odkrytych w Egipcie w formacji Jebel Qatrani przez niemieckiego zoologa, paleontologa i geologa Maxa Schlossera w 1911, szwajcarskich paleontologów Hansa G. Stehlina i Samuela Schauba w 1951 oraz przez członków ekspedycji Uniwersytetu Yale na początku lat 60. XX wieku.
Do rodzaju zaliczane są cztery gatunki: 
- Gaudeamus aegyptius Wood, 1968[1] (gatunek typowy)
- Gaudeamus lavocati Sallam, Seiffert & Simons, 2011[2]
- Gaudeamus aslius Sallam, Seiffert & Simons, 2011[2]
- Gaudeamus hylaeus Sallam, Seiffert & Simons, 2011[2]

## Rozmieszczenie geograficzne
Gryzonie z wymarłego rodzaju zasiedlały w późnym eocenie i wczesnym oligocenie tereny obecnego Egiptu. Ich szczątki zostały znalezione w tamtejszej formacji Jebel Qatrani. We wczesnym oligocenie występował na obszarze Libii i Omanu.